# Joyce Carlson
Pour les articles homonymes, voir Carlson.
Joyce Carlson (16 mars 1923 - 2 janvier 2008) était une animatrice, dessinatrice et imagineer américaine ayant travaillé pour les Studios Disney. Elle est surtout connue pour son travail sur La Belle et le Clochard et les poupées d'It's a Small World.

## Biographie
Joyce Clarson est née en 1923 à Racine dans le Wisconsin et déménagea avec sa famille en Californie en 1938.
Elle a débuté aux Studios Disney en 1944 dans les bureaux comme assistante, délivrant les accessoires de travail aux animateurs, distribuant le courrier et servant des cafés.
Six mois plus tard, elle intègre le service Encrage et Peinture de l'animation où elle travaillera durant 16 années. Parmi ses réalisations on peut citer Les Trois Caballeros, La Belle et le Clochard, Victoire dans les airs, Cendrillon, Peter Pan, La Belle au bois dormant…
En 1960 en raison de l'utilisation du récent procédé de reprographie Xerox, les effectifs du département Encrage et Peinture sont réduits. Carlson entre alors dans la société spécialisée dans les parcs à thèmes WED Entreprises. Elle est rattachée au service des prototypes et miniatures. Elle intègre rapidement le petit groupe d'imagineers qui travaille sur l'attraction It's a Small World de la foire internationale de New York 1964-1965. Elle réalise une partie des poupées.
Elle poursuit son travail au sein de WED Entreprises, renommé Walt Disney Imagineering, en réalisant les versions d'It's a Small World de Disneyland, du Magic Kingdom et de Tokyo Disneyland. Après un séjour de 10 mois au Japon pour ce dernier parc, elle s'établit en Floride en 1982. Elle aide alors au maintien des attractions du complexe de Walt Disney World Resort.
Elle a pris sa retraite en 2000, et a été nommée la même année Légende Disney. Une fenêtre de Main Street au Magic Kindgom lui est consacrée, où il est écrit : Dolls by Miss Joyce, Dollmaker for the World. (Poupée par Miss Joyce, fabricant de poupées pour le Monde.)
Joyce Clarson est décédée le 2 janvier 2008 à Orlando (Floride) âgée de 84 ans.